# 1242 w polityce

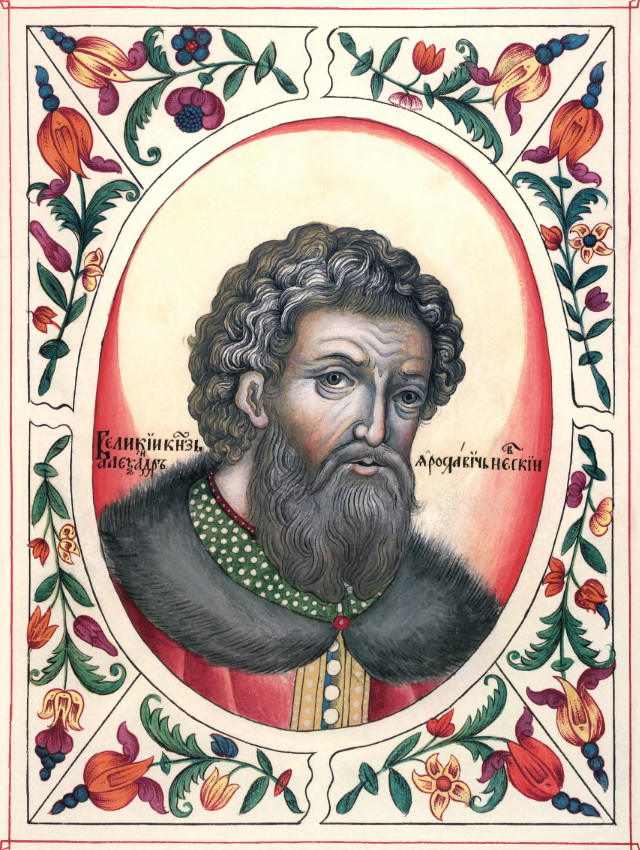
Aleksander Newski

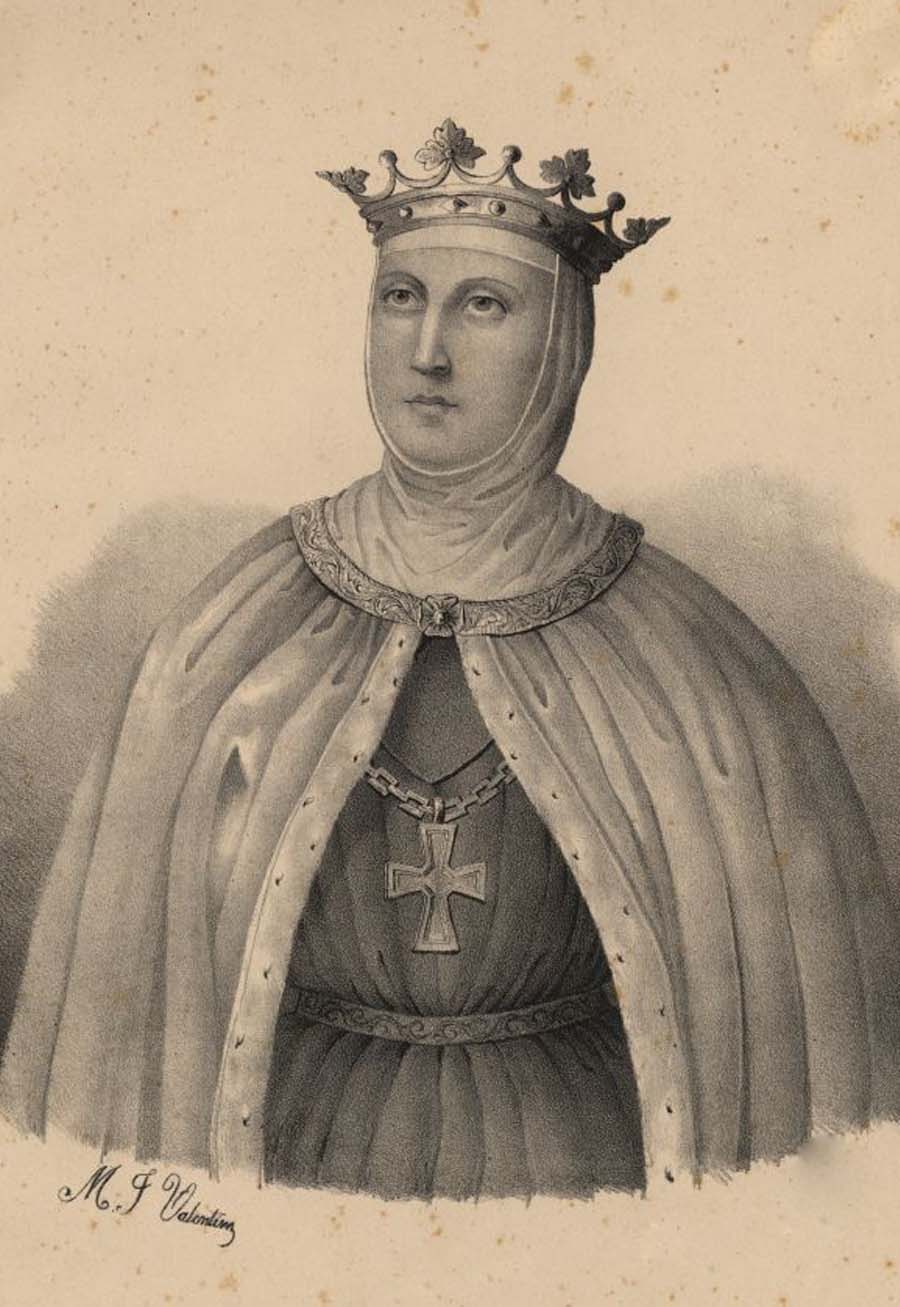
Beatrycze Kastylijska,królowa Portugalii

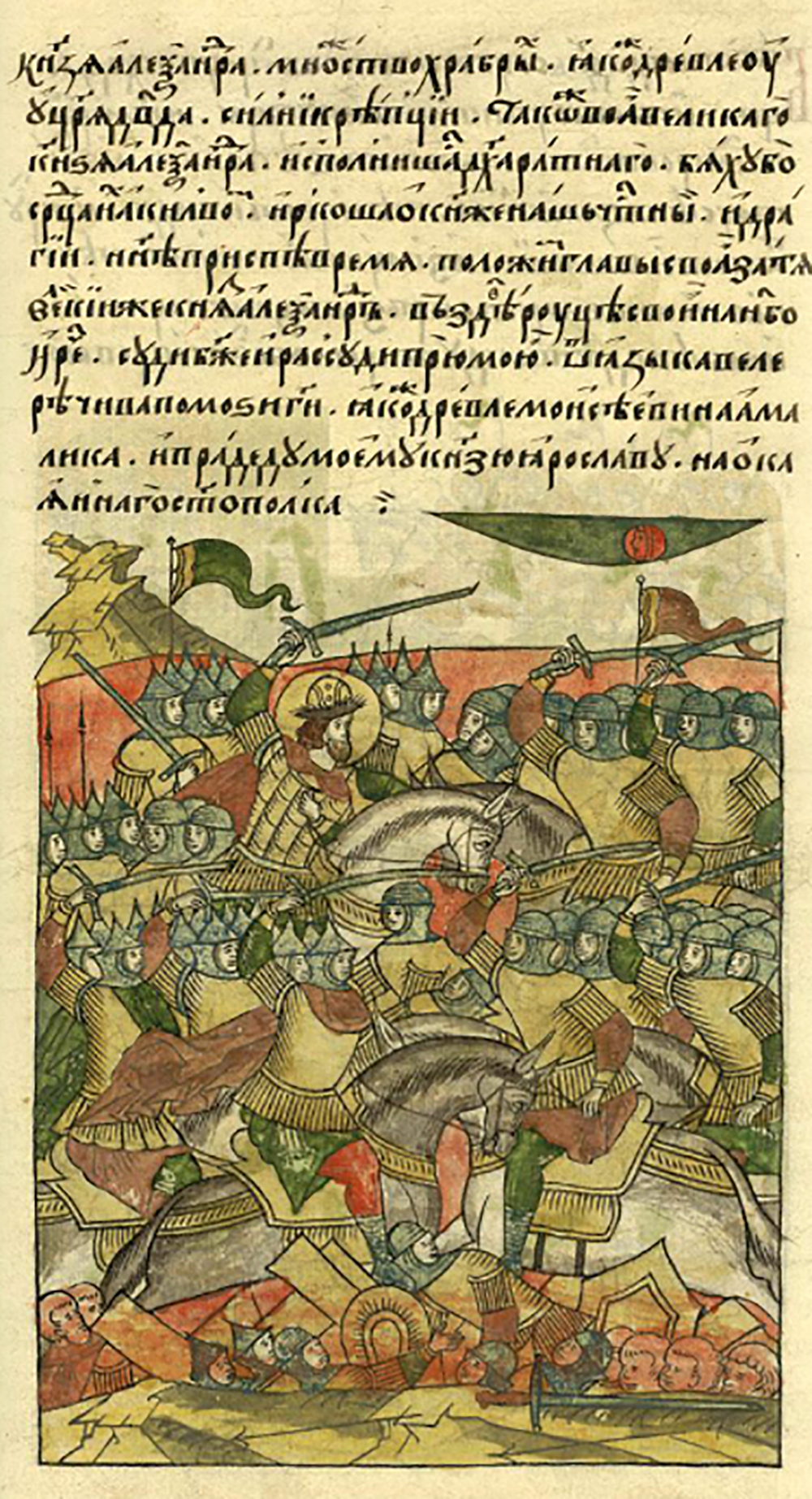
bitwa na jeziorze Pejpus

Wydarzenia polityczne w 1242 roku.

## Wydarzenia
- 5 kwietnia Krzyżacy, dowodzeni przez księcia biskupa Dorpatu Hermana I i mistrza krajowego inflanckiej gałęzi zakonu krzyżackiego Andreasa von Felbena[1], ponoszą klęskę w bitwie na jeziorze Pejpus[2] (tak zwana bitwa na lodowym polu) w starciu z wojskami księcia Nowogrodu Aleksandra Newskiego[3][4].
- Król węgierski Bela IV[5] wydaje Złotą Bullę dla ówczesnego Zagrzebia.
- Mongołowie wycofali się z Węgier[6].

## Urodzili się
- Beatrycze Kastylijska, żona króla Portugalii Alfonsa III Dzielnego[7].
- 15 grudnia Munetaka, książę i siogun w latach 1252–1256[8].

## Zmarli
- 14 lipca Yasutoki Hōjō, japoński regent[9].